# Pseudomalaxis lamellifera
Pseudomalaxis lamellifera är en snäckart som beskrevs av Alfred Rehder 1935. Pseudomalaxis lamellifera ingår i släktet Pseudomalaxis och familjen Architectonicidae. Inga underarter finns listade i Catalogue of Life.